# Eternals (Film)
Eternals ist ein US-amerikanischer Science-Fiction-Actionfilm, der am 3. November 2021 in die österreichischen sowie deutschen und zwei Tage später in die US-amerikanischen Kinos kam. Es ist der 26. Spielfilm innerhalb des Marvel Cinematic Universe (MCU). Der Film, der von einem mit Superkräften ausgestatteten, menschenähnlichen Volk handelt, wurde von der chinesischen Regisseurin Chloé Zhao inszeniert. Der Film basiert auf der gleichnamigen Comicreihe.

## Handlung
Im Jahr 5000 v. Chr. werden zehn menschenähnliche, angeblich vom Heimatplaneten Olympia stammende und mit Superkräften ausgestattete Eternals vom Celestial Arishem auf die Erde geschickt, wo sie die invasiven Deviants bekämpfen sollen. Über die Jahrtausende hinweg beschützen sie die Menschheit vor den Deviants, dürfen sich selbst aber nicht in die Konflikte und Kriege der Weltbevölkerung einmischen. Das ist auch der Grund, warum sie sich nicht am Kampf gegen Thanos beteiligten. Nachdem im Jahr 1521 die vermeintlich letzten Deviants getötet wurden, kommt es zum Bruch innerhalb der Gruppe, da die Meinungen über ihre Verantwortung gegenüber den Menschen auseinandergehen. So verbringen die Eternals die nächsten fünfhundert Jahre überwiegend getrennt voneinander und warten darauf, dass sie von Arishem auf ihren Heimatplaneten zurückgeschickt werden.
In der Gegenwart leben Sersi und die Illusionen erzeugende Sprite gemeinsam in London. Nachdem Sersi über fünfhundert Jahre zuvor von ihrem Partner Ikaris verlassen wurde, führt sie nun eine Beziehung mit dem im Naturkundemuseum arbeitenden Dane Whitman. Als das Trio eines Abends vom plötzlich auftauchenden Deviant Kro angegriffen wird, erscheint Ikaris und verjagt das Monster. Sersi, Sprite und Ikaris entschließen sich daraufhin dazu, alle Eternals wieder zu vereinen, um für die neuerliche Gefahr gewappnet zu sein. So rekrutieren sie nacheinander den mittlerweile in Bollywood erfolgreichen Kingo, die mental instabile Kriegerin Thena, deren Beschützer Gilgamesh, den Familienvater und Erfinder Phastos, den Gedankenkontrolleur Druig und die mit hoher Geschwindigkeit ausgestattete Makkari. Einzig Ajak – die ehemalige Anführerin der Eternals – kann sich der Gruppe nicht mehr anschließen; sie wurde zuvor bereits von einem Deviant getötet.
Als neue Anführerin der Gruppe bekommt Sersi von der Leiche Ajaks die Fähigkeit übertragen, mit Arishem kommunizieren zu können. In einem Gespräch mit dem Celestial offenbart dieser, dass der primäre Auftrag der Eternals nicht der Kampf gegen die Deviants, sondern die Vorbereitung der Erde für die Emergenz war. Arishem führt aus: Seit Millionen von Jahren pflanzen die Celestials ihre Saat in bevölkerte Planeten, damit aus diesen ein neuer Celestial geboren werden kann. Da dafür jedoch die Energie von unzähligen, auf dem Planeten lebenden Individuen benötigt wird, schickten die Celestials die Deviants los, die die jeweiligen Spitzenprädatoren der Planeten auslöschen und so die Entfaltung des Lebens durch intelligente Wesen gewährleisten sollten. Die Deviants entwickelten sich jedoch weiter und wurden selbst zu Spitzenprädatoren, weshalb die Eternals zur Bekämpfung losgeschickt wurden. Wie Arishem erklärt, hat die Erde nun, nachdem die Hälfte der Lebewesen durch den Blip zurückgekehrt ist, die nötige Bevölkerungsanzahl erreicht, damit die Emergenz – die Geburt des Celestials Tiamut und die damit verbundene Zerstörung des Planeten – durchgeführt werden kann.
Da die Eternals die Menschheit über die Jahrtausende hinweg kennen und lieben gelernt haben, entschließen sie sich dazu, dem Willen von Arishem nicht zu folgen und die Emergenz stattdessen zu verhindern. Durch den von Phastos erschaffenen „Uni-Mind“ – eine Verbindung zwischen allen Eternals, die ihre Kräfte vereint – soll Druig die nötige Macht bekommen, Tiamut per Gedankenkontrolle zum Schlafen zu bringen. Mit dem Vorhaben sind jedoch nicht alle Eternals einverstanden: Während Kingo die Gruppe verlässt, da er sich nicht gegen Arishem stellen möchte, offenbart sich Ikaris als geheimer Gegenspieler. Er war es, der von Ajak schon Jahrhunderte zuvor über die Emergenz informiert wurde und die Anführerin schließlich den verbliebenen Deviants zur Tötung vorwarf, da Ajak sich als erste gegen die Zerstörung der Erde aussprach. Sprite, die Ikaris immer heimlich liebte, folgt ihm.
Nachdem Makkari den Ort der Emergenz am Fuße eines aktiven Vulkans im Indischen Ozean ausfindig machen konnte, kommt es dort zum Kampf zwischen Ikaris, Sprite und den anderen Eternals. Phastos aktiviert den Uni-Mind, der aber mit einem Angriff von Ikaris auf Druig gestoppt wird. Auch der Deviant Kro, der sich an den Eternals rächen möchte und zuvor bereits Gilgamesh tötete, ist zugegen. Mit vereinten Kräften kann die Gruppe Ikaris unter Kontrolle bringen, während Thena Kro tötet. Da Druig aus dem vorangegangenen Kampf zu geschwächt ist, um sich Tiamut zu stellen, nimmt sich die Stoffe manipulierende Sersi der Aufgabe an und verwandelt Tiamut mit dessen eigener kosmischer Energie zu Stein. Ikaris lässt dies zu, nachdem er sein Leben auf der Erde sowie seine Beziehung zu Sersi noch einmal überdacht hat. Mithilfe übriger kosmischer Energie verwandelt Sersi Sprite auf deren Wunsch in einen sterblichen Menschen, während Ikaris in die Sonne fliegt und Suizid begeht. Thena, Druig und Makkari fliegen mit ihrem Raumschiff Domo ins All, um andere Eternals zu finden und sie auf ihre Seite zu ziehen. Sersi, Phastos und Kingo müssen sich hingegen vor Arishem verantworten, der die Menschheit auf den Prüfstand stellen und über sie richten will.
In einer Mid-Credit-Szene bekommen Thena, Makkari und Druig unerwarteten Besuch von Thanos’ Bruder Eros alias Starfox und dessen Gehilfen Pip, die ihnen ihre Hilfe anbieten. In der Post-Credit-Szene öffnet Dane Whitman eine alte, von seinen Vorfahren vererbte Truhe, in der sich das legendäre Schwert Ebenholzklinge befindet. Bevor er es berührt, wird er vom Vampirjäger Blade angesprochen.

## Produktion
Im Mai 2018 wurden die Autoren Matthew K. Firpo und Ryan Firpo für das Drehbuch verpflichtet. Variety vermeldete im September 2018, dass Chloé Zhao den Film inszenieren werde. Zhao gab später an, dass sie selbst an die Marvel Studios herangetreten sei und ihr Interesse an einem Regieposten bekundet hätte. Ebenso äußerte sie sich, dass sie selbst ein großer Teil des Schreibprozesses gewesen und für die finale Drehbuchfassung verantwortlich sei. In den Comics spielt die Geschichte der Eternals Millionen von Jahren in der Vergangenheit, als die Celestials genetische Experimente an Menschen durchführten, wobei einerseits die eher bösartigen Deviants und andererseits die mit Superkräften ausgestatteten Eternals entstanden; beide haben sich über die Zeiten gegenseitig bekämpft.

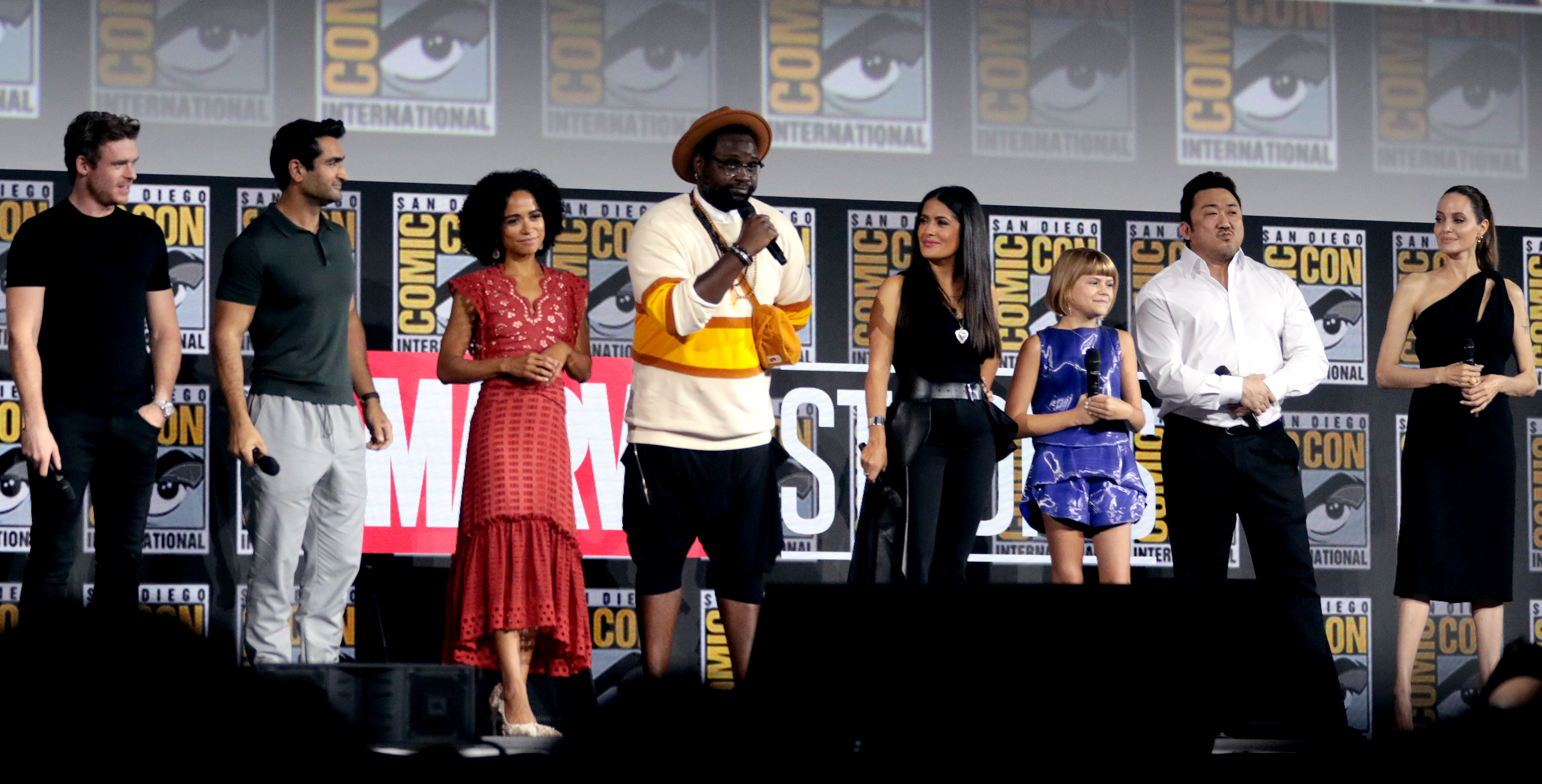
Der Cast auf der San Diego Comic-Con 2019

Auf der San Diego Comic-Con 2019 wurde neben dem Veröffentlichungstermin im November 2020 auch der offizielle Cast sowie deren Rollen vorgestellt. Zur Besetzung zählten demnach Angelina Jolie, Kumail Nanjiani, Richard Madden, Salma Hayek, Ma Dong-seok, Brian Tyree Henry, Lauren Ridloff und Lia McHugh. Nanjiani trainierte für die Rolle in Vorbereitung auf die Dreharbeiten fast ein Jahr lang seinen Körper und stellte im Zuge dessen auch seine Ernährung um. Ridloff wird die erste gehörlose Figur im MCU verkörpern, während Henrys Charakter Phastos der erste offen homosexuelle Superheld im MCU ist. Sein Mann wird von Haaz Sleiman gespielt. Berichte, nach denen Gemma Chan und Barry Keoghan ebenfalls Teil des Films seien, wurden auf der D23 Expo im August 2019 zusammen mit dem Engagement von Kit Harington offiziell bestätigt. Vier Monate später, auf der CCXP im Dezember 2019, enthüllte Feige weitere Details zum Film. So verkündete er, Eternals werde eine Zeitspanne von rund 7000 Jahren, darunter auch die Gegenwart, umfassen, dabei „kosmische Konnotationen“ beinhalten und viele verschiedene Orte zu verschiedenen Zeiten zeigen. Obwohl der Fokus auf den zehn Eternals liegen soll, werden auch deren Schöpfer, die Celestials, sowie ihr böses Gegenstück, die Deviants, Auftritte im Film haben. Letztere sollen sich dabei allerdings deutlich von ihrem Erscheinungsbild in den Comics unterscheiden. Des Weiteren wurde auf dem Festival erstes Rohmaterial vorgestellt und betont, dass der Film das MCU „neu definieren und verändern“ werde.
Die Dreharbeiten begannen im Sommer 2019 unter dem Arbeitstitel Sack Lunch in den Pinewood Studios nahe London. Als Kameramann fungiert dabei Ben Davis, der zuvor für die MCU-Filme Captain Marvel und Guardians of the Galaxy verantwortlich war. Mitte November 2019 wurden die Filmaufnahmen nach Fuerteventura auf die Kanarische Inseln verlagert, wo man große Sets im Stile des Babylonischen Reiches errichtete. Die Drehorte liegen vor allem im Süden der Insel, so beispielsweise ein Tal nahe Buen Paso. Anfang November 2019 musste das Filmteam, darunter auch Angelina Jolie und Richard Madden, vorübergehend evakuiert werden, nachdem eine nichtexplodierte Bombe auf dem Gelände entdeckt worden war und entschärft werden musste. Im Januar 2020 entstanden einige Aufnahmen im Oxford University Museum of Natural History. Anfang Februar 2020 wurden die Dreharbeiten abgeschlossen. Weitere Nachdrehs erfolgten im November 2020.
Erstes Bildmaterial wurde Anfang Mai 2021 veröffentlicht; ein Trailer folgte am 24. Mai 2021. Dieser konnte in den ersten 24 Stunden nach Veröffentlichung plattformübergreifend 77 Millionen Aufrufe verzeichnen. Der Film sollte ursprünglich am 5. November 2020 in die deutschen sowie österreichischen und am darauffolgenden Tag in die US-amerikanischen Kinos kommen. Im Zuge der COVID-19-Pandemie und der Verschiebung von Black Widow auf den November-Starttermin sollte der Film zunächst am 12. Februar 2021 in die US-amerikanischen Kinos kommen; im September 2020 folgte allerdings eine weitere Verschiebung auf den 5. November 2021. In Deutschland und Österreich lief der Film bereits am 3. November 2021 in den Kinos an.
Am 12. Januar 2022 wurde der Film im Abonnement inkludiert auf Disney+ zum Streamen bereitgestellt, inklusive zusätzlicher Fassung in „IMAX Enhanced“.

## Rezeption
Der Film wurde von der Kritik gemischt aufgenommen. Auf Rotten Tomatoes waren nur 47 % der mehr als 350 Kritiken positiv, die IMDb Wertung liegt bei 6,5 von 10 Punkten. Mit einem weltweiten Einspielergebnis von rund 402 Millionen US-Dollar im Jahr 2021 ist er der elfterfolgreichste Film aus diesem Jahr (Stand 19. Juli 2022).
In deutschen Leitmedien wurde der Film überwiegend verrissen. In der Süddeutschen Zeitung brachte Tobias Kniebe den Versuch, zehn Charaktere zu zeichnen, folgend auf den Punkt: „Die Diversität ist natürlich gut gemeint, aber am Reißbrett entworfen – und das merkt man dem Film auch an. [Es] wirkt so offensichtlich berechnet und austariert, wie es ist, irgendwie leblos, als wäre alles am Reißbrett entworfen. Kopfgeburten aus einer Drehbuchwelt des Gutgemeinten. […] An dieser Leblosigkeit kann auch Chloé Zhao nichts ändern.“
In der Frankfurter Allgemeinen Zeitung urteilte Maria Wiesner und befand, dass das Ertasten menschlicher Leidenschaften von Superhelden wie bei Iron Man, Captain America und Thor hier nicht mehr funktioniere: „Die gewollt lockeren Sprüche des Drehbuchs zerschießen die Düsternis der Geschichte. Man sehnt schnell die nächste Actionszene herbei.“

## Synchronisation
Die deutschsprachige Synchronisation entstand nach einem Dialogbuch und unter der Dialogregie von Björn Schalla bei FFS Film- & Fernseh-Synchron.
| Rolle                        | Darsteller        | Synchronsprecher   |
| ---------------------------- | ----------------- | ------------------ |
| Sersi                        | Gemma Chan        | Leonie Dubuc       |
| Ikaris                       | Richard Madden    | Fabian Oscar Wien  |
| Sprite                       | Lia McHugh        | Derya Flechtner    |
| Ajak                         | Salma Hayek       | Christin Marquitan |
| Thena                        | Angelina Jolie    | Marion von Stengel |
| Kingo                        | Kumail Nanjiani   | Sebastian Schulz   |
| Druig                        | Barry Keoghan     | Konrad Bösherz     |
| Phastos                      | Brian Tyree Henry | Matti Klemm        |
| Gilgamesh                    | Ma Dong-seok      | Daniel Welbat      |
| Dane Whitman                 | Kit Harington     | Patrick Roche      |
| Karun Patel                  | Harish Patel      | Stefan Gossler     |
| Arishem                      | David Kaye        | Dieter Memel       |
| Kro                          | Bill Skarsgård    | Martin Keßler      |
| Eros / Starfox               | Harry Styles      | Tobias Diakow      |
| Pip, der Troll               | Patton Oswalt     | Hans Hohlbein      |
| Eric Brooks / Blade (Stimme) | Mahershala Ali    | Martin Kautz       |